# 英国经济历史学派
英国经济历史学派（English historical school of economics）虽然不如德国经济历史学派著名，但在19世纪初大卫·李嘉图的演绎推理方法取得胜利之后，该学派寻求在经济学中回归归纳推理方法， 认为自己是过去英国强调经验主义和归纳法人物如弗朗西斯·培根和亚当·斯密的知识继承人。
该学派人物有威廉·惠威爾、理查德·琼斯（Richard Jones）、托马斯·爱德华·克里夫·莱斯利（Thomas Edward Cliffe Leslie）、沃尔特·白芝浩、索罗德·罗杰斯（Thorold Rogers）、阿诺尔德·汤因比、威廉·坎宁安（William Cunningham）和威廉·阿什利（William Ashley）。